# 최인덕
최인덕(崔仁德, 1920년~2003년 8월 31일)은 조선민주주의인민공화국의 정치인이자 조선로동당 중앙위원회 위원, 조선인민군 장교였다.

## 생애
1920년 일본 통치하의 함경북도 온성에서 태어났다. 일제강점기에는 빨치산저항세력, 김일성대사, 중대장으로 활동하였다. 1946년 6월 철도근위대 창립자 중 한 명이었다. 그 후 보병 독립 여단 포병 사령관을 역임했다. 1950년 6.25 전쟁이 발발하자 제5연대장을 역임했다. 1967년 11월 제4기 최고인민회의 대의원으로 선출되었다. 1970년 10월 중장으로 임명되어 공화국영웅 칭호를 받았다. 1970년 11월 중앙위원회 위원이 되었다. 1972년 9월 지역구 사령관으로 임명되었다. 1972년 12월 제5기 최고인민회의 대의원으로 선출되었다. 1975년 7월 제1군단장으로 임명됐다. 1977년 11월 제6기 최고인민회의 대의원으로 선출되었다. 1978년 9월에는 진급하여 함흥지구사령관으로 임명되었다. 그는 1980년 10월에 열린 조선로동당 제6차 대회에서 제6기 중앙위원회 정위원(투표권 있는)으로 임명되었다. 1982년 2월 최고인민회의 제7기 소집위원으로 선출되었다. 그해 4월 김일성군사종합대학 총장이 되었다. 1986년 11월 최고인민회의 제8기 대의원, 1990년 제9기 대의원, 1998년 9월 604구 제10기 대의원에 당선되었다. 1992년 4월 20일 다시 한번 공화국 영웅 훈장을 수여받고 차수 (군사)로 임명되었다.

## 관련 서적
- Choe, In-dok (1970). 〈Breaking Through the Depth of the Enemy〉. 《Reminiscences of the Anti-Japanese Guerillas》. Pyongyang: Foreign Languages Publishing House. OCLC 1097890.
- — (1971). 〈Concern About the Health of a Guerilla〉. 《Reminiscences of the Anti-Japanese Guerillas》. Pyongyang: Foreign Languages Publishing House. OCLC 2913326.